# 法学
法學（jurisprudence、legal theory），法律学、法律科学，是社會科學中的1門學科，研究法律此一特定社會現象、其本质与規律。所有的秩序都可以說是種「法律」，如自然規律、倫常、邏輯法則、美學，而法學就是研究法律的法則。雖然許多法學家，如弗里德里希·冯·洛格、朱利叶斯·冯·基尔希曼，認定法學沒有學術性質，然而法學演進至今仍包含有法律哲學、法律史學、法律科學等3大部門。此外，又因為研究對象都是社會上的現象，因此法學、政治學、經濟學、財政學、社會學、心理學等社會科學有相當程度的密切關連。法學思想最早淵源於東周時期的法家哲學思想，如管子主張：「法者，所以興功懼暴也；律者，所以定分止爭也」。“法学”一词最早见之于南齐孔稚珪《请置律学助教表》“寻古之名流，多有法学”。不过，其含义不同于近代之“法学”。在歐美地區的傳統中，古羅馬法學家烏爾比安對法學一詞的定義是：「人事、神事的概念，正義、非正義之學」，荷蘭法學家格勞秀斯認為法學是人類研究遵從正義而生活的學科。文藝復興時期，法學於大學中備受重視，為當時學術界最具地位的科系之一，與醫學、神學三足鼎立。在歷史演進過程中先有習俗，然後由倫理分離出道德，最後才有法律，但是相對於習俗、道德，法律具有固定以及強制的特性，也包含人民生活中現實可行的權力，企圖解釋理想世界的應然法則。

## 字源
法學（英語：Jurisprudence）從古代拉丁語中的Juris prudentia演變而來，原意是法律的研究、知識或學問，其中juris是jus的所有格，意思是法律的；prudentia是慎重，亦即考慮周到、先見、細心，特別是在實際行事中運用高明判斷之意。在美國語境中，法學通常指稱法律哲學，主要有四大研究面向，首要是尋求分析、解釋、釐清與批判法律本體，第二種在於比較法律以及其他種學問如文學、經濟、宗教、社會科學的內容，第三為解析法律特定主題的歷史、道德或文化背景，最後則是專注於回答「法律為何？」、「法官如何公正判決？」等抽象問題。
在中國從西周開始，就有完整行政制度，而周禮一書，可謂集公法與私法之大成，也是實體法與程序法的總匯，而且學術上百家爭鳴，思想自由發達，從管仲開始，包含商鞅、申不害、尹文、慎到、韓非等人，後人稱之為法家，多因重法而使得其國昌盛。法學一詞，在先秦時被稱為刑名之學，自漢代開始有律學的名稱，到唐代則是中國法學的成熟時期，先後有武德律、貞觀律、永徽律及開元律等法典，而《四庫提要》對《唐律疏議》的說明提到：「論者謂唐律一準乎禮，以為出入得古今之平。」可以說是中華傳統中對於法律研究的清楚標準，也就是法古字「灋」在《說文》中的解釋：「刑也。平之如水，故从水。廌所以觸不直者去之，故从廌从去。」

## 法的概念
人的行為中都有某種應然的法則，而規範人類意志和行為的倫理法則可以區分為道德、習俗以及法律。前述法律是三者之中唯一具有下列四項特性的法則，外在關心取向、外在判斷方式、外在目的主體以及外在效力來源。也就是說，法律關心行為所產生的結果而不是內心的意圖，只要行為符合法律條文就屬於合法行為，而法律領域中有相對權利義務的主體，並且有立法者與仲裁者。德國著名法學家古斯塔夫·拉德布魯赫認為，法律具有三大價值：公共利益、法明確性以及正義，然而因為人的不完美這三大價值並不總是和諧共存於每部法律之中。
從道德、習俗、法律、國家、科學、藝術和宗教這些文化內容中，依照不同的學派曾有三大體系來討論法律的目的，造就法治國家、文化國家、以及威權國家等不同型態的法律內容。首先是十八世紀末，康德、席勒、洪博特等人認為自由的倫理人格是最高的價值，而藝術和科學只是人格教養的工具，法律和國家只是它的保護機制，於是法律僅僅具有個人主義倫理的從屬價值，而沒有自身的價值，這就是法治國家中普遍認為法律只是理性目的的技術性規範。在威權國家中，多以為民族國家、權力及其成長是人世間最高的使命，國家賦予所有個人道德的內容，所有文化成果都是為國家服務，如黑格爾、海因里希·冯·特雷奇克這些理論家都把國家視為一個整體，人類就是肢體，而肢體是為了整體而存在，法律具有超乎個人的自身價值。最後是文化國家，如斐迪南·滕尼斯在《社會與社群》中描述，生命的最高使命不在於個人或集體的人格上，而在創造和遺留下來的成就以及成就的總和，也就是文化，而國家的最高使命也在於保護這些文化工作。

## 憲法與國家

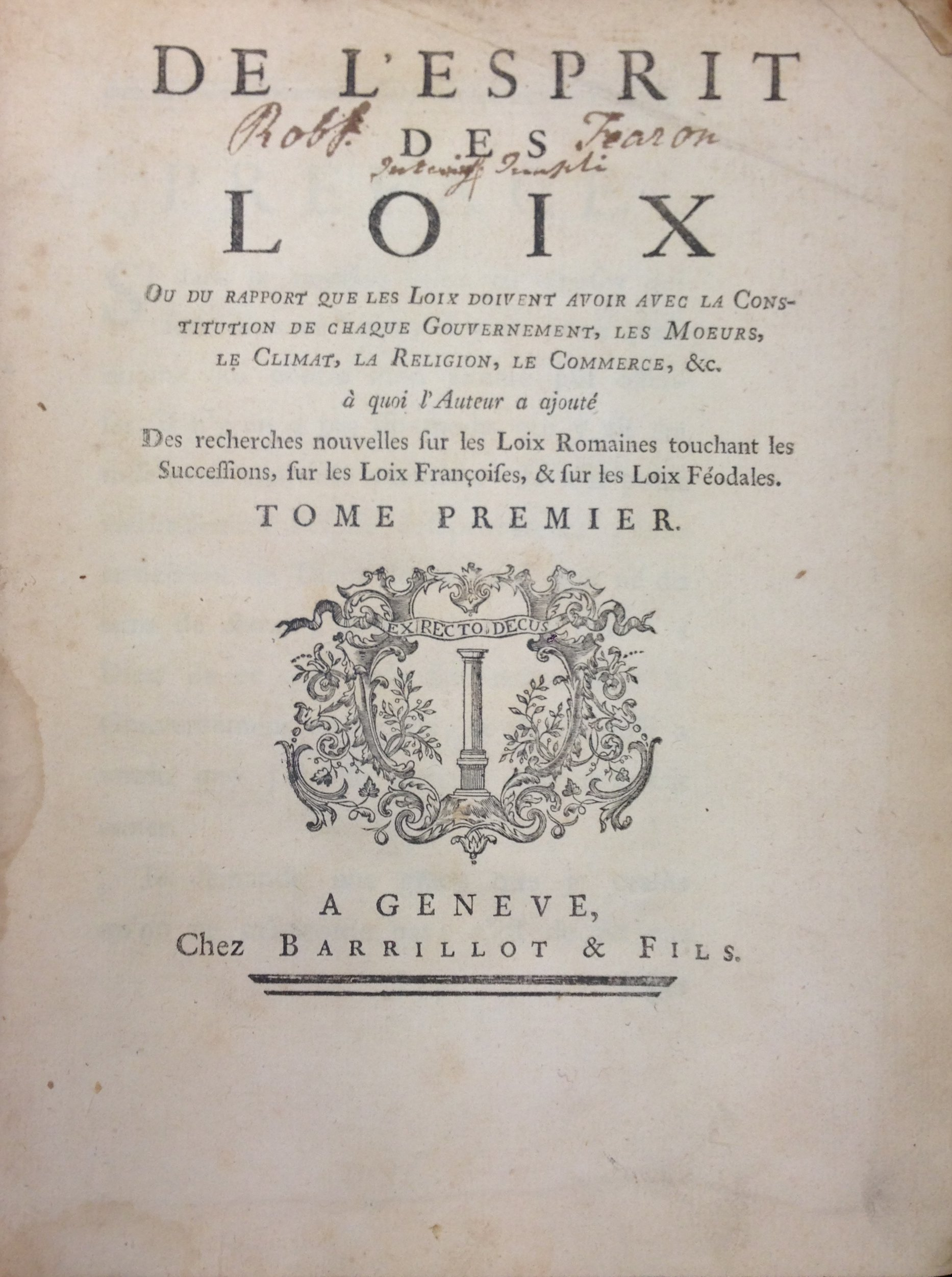
《論法的精神》封面

法律的制訂不僅由有組織的族群或國家的成文法，也可以從沒有組織的社群中凝聚習慣而成，然而國家不僅是法律的主要來源，它同時也是法律的產物：國家的立憲及其在法理上的地位，是從憲法和相關法律演繹得到的。也就是說，國家預設了憲法，而憲法又以國家為前提。事實上，國家與憲法是一體兩面，就像有機物和它的組織很難彼此分離。立憲思想見於孟德斯鳩《論法的精神》的三權分立說，他主張如果國家不想由法治淪為專制，則國家的三種權力就不能完全落到同一個國家機關手中，也就是人民參與立法、行政必須合法、司法必須獨立。因此立憲國家所奠立的自由，除了人民參與國家事務的積極面外，還有國家保證不能觸犯個人自由的消極面。
警察國家不知道國家權力的界限，他們不僅是要保護人民免於他人的侵犯，還要免於自身無知的危害，因而犧牲人民的自由以保障其福祉。但當立憲國家默默地不再過問某些領域的事務時，便打破這種監護制度，這些領域是1789年的《人權宣言》後在憲法或其他法律中明白宣示不可侵犯的權利，如法律之前人人平等、個人自由、居住和通信隱私不受侵犯、信仰和文化自由、學術及理論自由、集會結社自由、出版自由、就業自由、遷徙自由等。形式上，憲法是國家根本大法，效力優於普通法律，其他一般法律均須根據憲法而制訂，不得與憲法抵觸，否則即失其效力。

## 經濟法與國家
古典資本主義社會中，經濟法的本質是為了確保市民對經濟活動有自由放任的權利，特別堅持所有權自由、契約自由與人格平等之法律基本原理，法律主要內容是要求國家權利給予人民最大的經濟活動自由，並藉由市場自動調節機制，即所謂「看不見的手」，用以形成整體市場合理的經濟秩序，因此國家對經濟活動的介入實際上是採消極的態度。從一次世界大戰開始，立法者不再只將經濟關係視為雙方當事人之間的公平補償，而主要以經濟共同利益、生產及節約的觀念來規範管理，所以經濟法應運而生，這是傳統上公法與私法之間的第三類法律領域，在中華民國境內以消費者保護法與公平交易法為代表，當國家不再只維護純粹私法上的自由競爭，而是試圖以法律規範掌握社會學意義下的運作法則，轉而以「國家的手」來確保整體市場合理的經濟秩序與實現均衡的經濟循環。

## 犯罪與刑罰

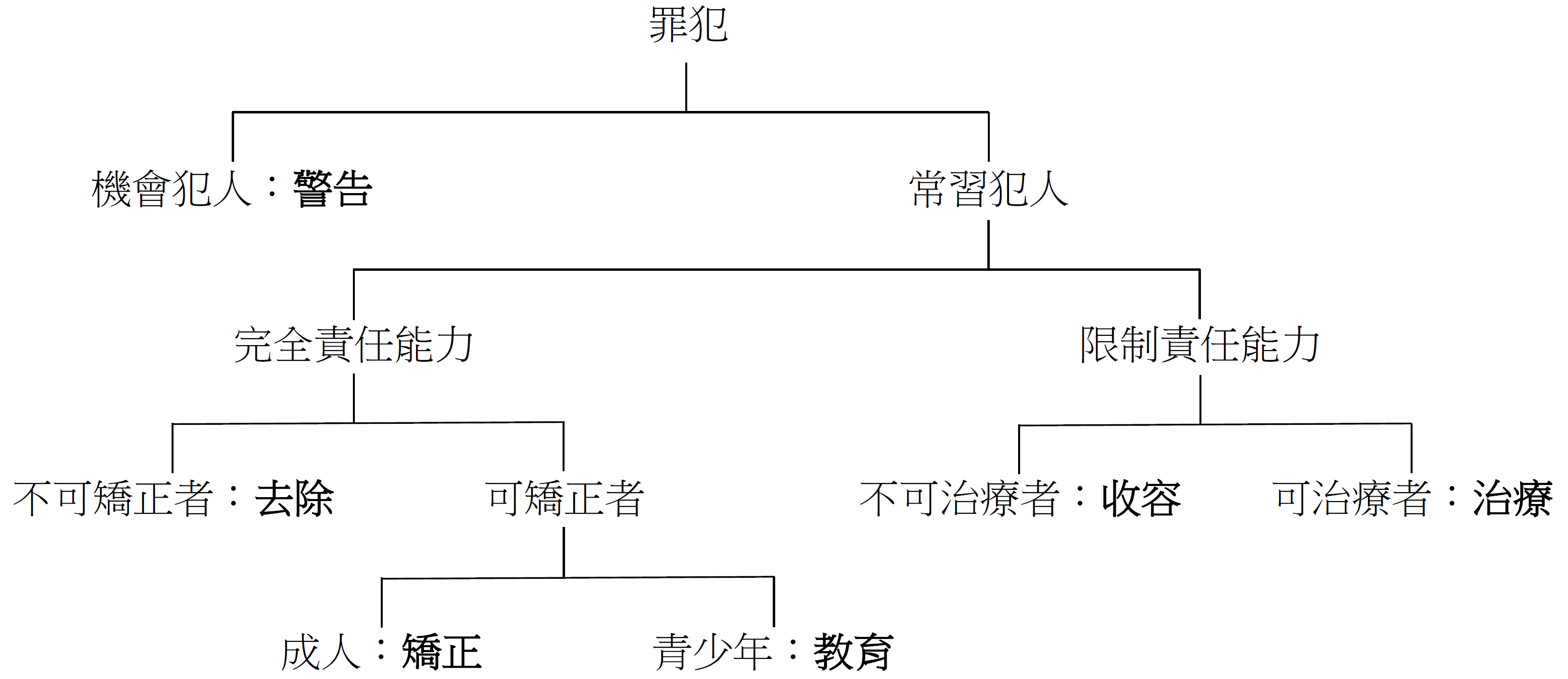
科刑流程圖

自有人類社會以來就存在著犯罪，剛開始還沒有法律觀念，對於犯罪行為時常訴諸武力以求自立救助，而形成「以牙還牙，以眼還眼」的復仇制度，此即刑罰的原始型態。在法治國家以及專制國家中，刑法仍多以權威思想為建構方向，以報復和威嚇主義為思路，使得罪行明確對應於應處之刑罰，同時演扮演著維護法律安定性的角色，以對抗統治者濫用權威。隨著自由主義和國家主義的思想轉變成社會主義的人民國家時，社會保護與教育防範之刑法目的取代了上述傳統，即使是以社會教育保護刑法為訴求的刑事政策，也有司法信賴危機的疑慮。而今日的爭論已不再是何者優先，而是刑事司法中之權利保障以及提高法官的裁量空間，以及在於舊式狹義的法治國家或福利文化國家間的抉擇。
然而，刑罰的問題還涉及刑法本身的根源。刑罰意味著故意對人施惡，任何人想使用刑罰就必須明白自己被託付更高層次的重任。每個犯罪行為都是兩個因素下的產物：個人性格和環境狀況。依據犯罪行為的主要動機可將犯罪行為人分成兩大類：機會犯人以及常習犯人。機會犯人的行為是由外在刺激或誘因所引起的，不具長期犯罪的傾向；常習犯人則想要犯罪，或基於習慣、天性而具有犯罪的本性。對於後者，經驗顯示很多都會辜負教育者的努力並再度犯罪，因此刑罰只能將他們除掉、永久或是長時間隔離，以確保社會安全。對於機會犯人則應表達明確訓斥，用以警告他們。因此，根據犯罪者分成三類，也可將刑罰目的分成三類：刑罰要警告時機犯罪者，要改善能改過的性格犯罪者，以及隔絕無可救藥的性格犯罪者。相對於一般教育，青少年罪犯應該要以教養為主。

## 法學與其他領域
現代的法學是指研究法律的科學，但是關於法學與科學的關係有不同的看法，這主要涉及價值論的研究是不是科學的問題。近代德國人把人文、社會科學提高到與自然科學對等的地位的，柏林洪堡大學以來的現代大學推動了社會科學的發展。法學被理解為科學與這一背景有關。法學以價值論為主要核心內容，如同丹麥法學家阿爾夫·羅斯所說：「正義...不能作為法治的量尺，或法律的終極標準，主張某法不正義只不過是一種有害的情緒性字眼。」實質上，法學的核心僅僅是思維上的中心，而不是說法學的本體是價值的，法學最大的特點是要論證實踐中如何體現價值（或者說怎麼證實價值已經實現），這一論證形成了所有的法學部門分支。法學價值是否實現或者怎麼實現的論證，是經驗性的，可驗證的，因而是科學的。在價值推導方面，法律也要公理理論。法學是不是科學，最容易提出疑問的是法理學，法理學是處在價值核心部位，但這也只是某種法理學。法理學的形而上，可以藐視科學，但是法理學的形而下（解答部門法）必須訴諸綜合分析，價值只是要素之一。法學無法具備「客觀可驗證」的這項科學特質，法學研究或法律思考的結論，只能做到「互為主觀」。法學肯定法律對於社會的規範和調整。
除此之外，法學也與政治學有密切關連，法學研究法律為主要內容，而法律往往反映國家政治的措施。政治的型態與體制，常以法律具體表現。政治學以研究國家為主要對象，並認為國家是一個法人，具有法律上的權利義務，與法學上認定自然人和法人有權利義務的概念完全相同。因此，法學與政治學有不可分離、互為表裡的關係。

## 法學分類
法學如何分類依各學者不同，有以研究範圍廣狹為區別標準，分為一般法學與特別法學兩種，一般法學研究關於法學的全體概念，例如法學緒論、法學通論、法學概要，特別法學研究關於特種法律現象的學問，例如憲法學、民法學、刑法學、行政法學、商法學、國際法學等。也有以研究內容作為區分標準，分為法律哲學、法律史學與法律科學三種，法律哲學是研究法律的原理原則，探求法律的終極理想及其實用價值，各大學之法律科系，多設有法理學一科來探討法律哲學的範疇。法律史學，又稱為法律沿革學，主要研究法律的變遷過程及未來趨勢，現在法律科系多有法學史、法律學史或法制史等類學科，變屬於法律史學範疇。法律科學探討國家現行法律的共同原理原則，以及各種法律的概念、內容及適用範圍，其中又可分門別類研習，如憲法、行政法、民法、刑法與其他各種法律研究。
| - 理論法學 - 法理學 - 法律哲學 - 法律邏輯學 - 法律社會學 - 立法學 - 法律心理學 - 法律教育學 - 法律史學 - 法制史 - 法律思想史 - 法律解釋學 - 比較法學 - 外國法學 - 部門法學 - 憲法學 - 行政法學 - 民事法學 - 民法學 - 經濟法學 - 勞動法學 - 環境法學 - 婚姻法學 - 智慧財產權法學 - 金融法學 | - 訴訟法學 - 民事訴訟法學 - 行政訴訟法學 - 刑事訴訟法學 - 軍事審判法學 - 刑事法學 - 刑法學 - 軍刑法學 - 法醫學 - 刑罰學 - 司法鑑定學 - 刑事偵查學 - 監獄行刑法學 - 安全法學 - 跨國訴訟法學 - 國際法學 - 國際公法學 - 國際民事訴訟法學 - 涉外法律學 - 國際私法學 - 國際經濟法學 - 國際刑法學 - 國際環境法學 - 國際智慧財產權法學 - 國內法學 - 訴訟程式法學 | - 邊緣學科 - 法律資訊學 - 法律經濟學 - 科技法學 - 警察法學 - 司法科學 - 刑事鑑識學 - 法醫學科 - 臨床法醫學 - 牙科法醫學 - 法醫生物學 - 法醫病理解剖學 - 法醫毒物學 - 法醫精神病學 - 偵查法學 - 鑑識法學 - 犯罪學 - 法律統計學 - 犯罪偵查學 - 證據學 - 刑事證據學 - 民事證據學 - 行政證據學 - 法律系統工程學 - 交叉學科 - 網路法學 - 新聞法學 - 交叉法學科專題 |

## 法律教育
法律教育以傳授法律知識、法學知識體系和培養法律職業為目的的教育制度和途徑。現代法律教育一般分為法學教育和法律職業培訓兩個基本部分。

### 法學教育
法學教育之目的係在法學範疇上的知識培育，範圍包括各種法學理論及術科。有些人將法學教育分為法學本科教育和法學研究生教育，前者係指法學方面的第一學歷（法學士和法律博士），後者則為供法學本科畢業後繼續進修的法學教育，如法學碩士及法學博士。惟有些人則認為法律博士雖為法學方面的第一學歷，但卻是一個研究生學歷，因此認為分類應以基礎法學教育和進階法學教育為名。

### 法律職業培訓
法律職業培訓分為兩大類：
- 資格前培訓，即向未取得法律業專業資格（如律師資格、檢察官資格等）的人，為取得法律頁專業資格而提供的教育，其目的是協助其取得資格及提供職業知識教育。例如香港的法律專業證書、英國的法律專業共同試和法律實踐課程等。
- 資格後培訓，即為已取得法律業專業資格者提供持續進修教育，其目的係為從業者不斷更新其專業知識。例如香港的執業律師便須要按持續專業進修的要求定期進修。

## 各地法律教育

### 中国大陆
清朝滅亡後，在民國初年，各式大學紛紛建立起來，當中包括不少法學院。其中，國立的法學院仍以前身為京師大學堂法律學門的北京大學法律系最為著名，而私立的法學院則以东吴大学法学院和朝陽大學朝阳大学法学院最為著名，有「南東吳、北朝陽」之美譽。
中華人民共和國成立後，中國的教育界經歷多種變遷，法學院以「五院四系」最為著名，分別為：北京政法學院、西南政法學院、華東政法學院、西北政法學院、中南政法學院、北京大學法律系、中國人民大學法律系、武漢大學法律系、吉林大學法律系。然而，現時「五院」均已成為政法大學，「四系」亦已成為法學院。
由於中國古代學生在仕官的晉身途徑中並不要求對法律的知識，因此中國古時對法律教育並不非常重視。及至清末科舉制度被取消以後，在沈家本主持的法律改革下，投身京師大學堂成為入仕的最理想途徑，加上為法律改革所帶來的機會，京師大學堂法律學門遂成為最多學生爭相入讀的學校之一。及至現在，中國的法學教育機構數量龐大，單就中國而言，至2008年11月已有634所法學院系，在改革開放的三十年中，法學學生和法學教師的人數分別增加了100倍和10倍。

### 臺灣
目前臺灣較具代表性的法學院：
- 國立臺灣大學法律學院
- 國立政治大學法學院
- 國立臺北大學法律學院
- 國立交通大學科技法律學院
- 國立成功大學法律學系暨研究所
- 國立中正大學法學院
- 國立中興大學法政學院
- 國立高雄大學法學院
- 東吳大學法學院
- 天主教輔仁大學法律學院
- 東海大學法律學院
- 世新大學法律學院

僅提供研究所或大學部的法學教育：
- 國立中央大學法律與政府研究所
- 國立清華大學科技法律研究所
- 國立東華大學法律學系

在臺灣，大學院校法律有關系所畢業者，具參加司法官（法官、檢察官）、律師考試的資格，因此法律學系成為三個類組中較熱門的科系之一，在各大學第一類組的科系裡（包括政治人文藝術設計、商管會計、其他社會科學等相關學科）錄取分數往往是最高的。近年前臺灣曾考慮修法比照國外，將參加司法官（法官、檢察官）考試的應試資格提高到必須具備法律專業研究所畢業才得以報考，若假以實施勢必影響高中升大學法律有關學系錄取的分數，至今仍未更動。

### 香港
在香港，於香港大學法律學院、香港中文大學法律學院、香港城市大學法律學院等三所大學均有開辦法律教育。

### 澳門
在澳門，於澳門大學法學院、澳門科技大學法學院二所大學有開辦法律教育。

### 美国
美国的法学院提供三种学位的法学教育：法律博士、法学硕士、法学博士。法律博士是美国法学教育的核心，既培养法律实践者亦培养法律研究者，几乎美国所有的律师、法官、法学院教授都是"法律"博士毕业。

### 引用
1. ↑  毕彦华. . 中央编译局. 18 May 2015: 31–  [2020-07-25]. GGKEY:HYQ56Z9S5D6. （原始内容存档于2021-04-15）.
2. ↑  拉德布魯赫 2011，第22頁.
3. ↑  .  . 维基文库.
4. ↑  李贵连. . 法律出版社. 2000  [2020-07-25]. ISBN 978-7-5036-2984-6. （原始内容存档于2021-04-15）.
5. ↑  拉德布魯赫 2011，第22-23頁.
6. ↑  . Cornell Law School.   [2017-08-31]. （原始内容存档于2021-03-13） （英语）.
7. ↑  管歐 2007，第4頁.
8. ↑   . 维基文库.
9. ↑  拉德布魯赫 2011，第26-28頁.
10. ↑  Radburch, Gustav. . Oxford Journal of Legal Studies. 2006, 26 (1): 14  [2017-09-01].
11. ↑  拉德布魯赫 2011，第32-42頁.
12. ↑  拉德布魯赫 2011，第60頁.
13. ↑  拉德布魯赫 2011，第65頁.
14. ↑  拉德布魯赫 2011，第66頁.
15. ↑  管歐 2007，第258頁.
16. ↑  汪渡村 2007，第1頁.
17. ↑  拉德布魯赫 2011，第120-121頁.
18. ↑  汪渡村 2007，第8頁.
19. ↑  林山田. . 臺灣: 臺灣商務印書館. 1975-12-01: 1  [2017-09-03]. ISBN 9570504358. （原始内容存档于2021-04-15）.
20. ↑  拉德布魯赫 2011，第136-138頁.
21. ↑  拉德布魯赫 2011，第146-148頁.
22. ↑  Alf Ross. . The Lawbook Exchange, Ltd. 1959: 280  [2017-08-31]. ISBN 9781584774884.
23. ↑  林東茂.  (PDF). 高大法學論叢. 2010-09, 6 (1): 7  [2017-09-04]. （原始内容存档 (PDF)于2021-02-18）.
24. ↑  管歐 2007，第7頁.
25. ↑  管歐 2007，第13-15頁.
26. ↑  .   [2013-06-21]. （原始内容存档于2020-09-25）.
27. ↑  法学院系30年增百倍 法学毕业生就业率文科最低 （页面存档备份，存于）　（新華網：2009年3月10日）
28. ↑  .   [2013-07-04]. （原始内容存档于2015年5月1日）.

### 來源
- 古斯塔夫·拉德布魯赫. . 臺北市: 商周出版. 2011-09. ISBN 9789862720240.
- 管歐. . 臺北市: 五南圖書. 2007-09. ISBN 9789571149165. OCLC 814223478.
- 汪渡村. . 臺灣: 五南圖書. 2007  [2017-09-02]. ISBN 9789571183558. （原始内容存档于2021-04-15）.